# هلر
| عملة 10 هلرات سلوفاكية لعام 1942 | عملة 10 هلرات سلوفاكية لعام 1942 |
| -------------------------------- | -------------------------------- |
|                                  |                                  |
| الوجه                            | الظهر                            |

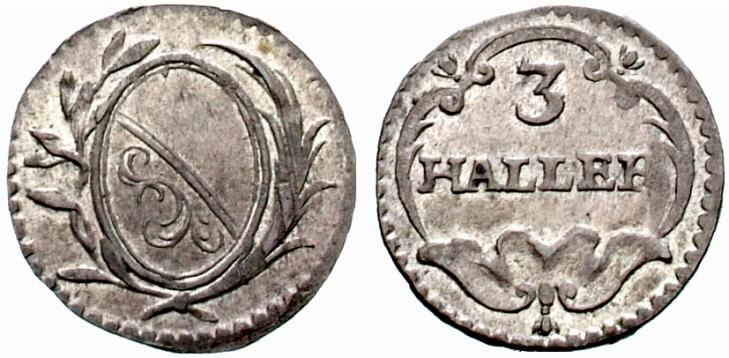
عملة 3 هلر صدرت في زيورخ

الهلر (بالألمانية: Heller) كانت عملة معدنية تقدر قيمتها في الأصل بنصف بفنغ، أصدرت في سويسرا ودول الإمبراطورية الرومانية المقدسة، وبقيت في بعض الدول الأوروبية حتى القرن العشرين.
وثقت لأول مرة في عام 1200 أو 1208 أو وفقًا لراينر هاوسهر في وقت مبكر من عام 1189. انحدرت قيمتها تدريجيا فلذا لم تعد تسك من الفضة.
كان التالر الإمبراطوري (رايخ تالر) (بالألمانية: Reichsthaler) يعادل 576 هلر. بعد الحرب العالمية الثانية، لم تعد علمة الهلر متداولة إلا في تشيكوسلوفاكيا والمجر.
كما كان الهلر موجودًا أيضًا كوحدة وزن فضية تساوي 1⁄512 من المارك.
كما أصدرت نقود ورقية للطوارئ (نوتجلد) في ألمانيا والنمسا وليختنشتاين خلال فترة ما بين الحربين العالميتين تحمل فئة الهلر.

## الاسم
الهلر، ويسمى أيضًا هالر أو هيلر (الألمانية: [ˈhɛlɐ]  )، في المصادر اللاتينية: denarius hallensis أو hallensis denarius، أخذت اسمها من مدينة Hall am Kocher  (اليوم شفايبيش هال ).   كانت العملات الفضية المختومة على كلا الجانبين (هلر بفنغ ) تسمى هاند هلر (Händelheller) لأنها كانت تصور عادة يدًا. وكان هناك تمييز بين الهلر الأبيض والأحمر والأسود.

## ألمانيا

### ملخص
أنتجت دور سك العملة هذه العملة منذ بداية القرن الثالث عشر،  بناءً على عملة بفنغ فضية أُنتِجَت مسبقًا (هلربفنغ، والتي تسمى أحيانًا هاندهلر بسبب تصويرها ليد على الوجه الأمامي)، لكن تركيبها تدهور مع اختلاطها بالنحاس شيئًا فشيئًا حتى لم تعد تعتبر عملة فضية. كان هناك هلرات باللون الأحمر، والأبيض، والأسود. ابتداءً من العصور الوسطى أصبح رمزًا للقيمة المنخفضة، والكلمة الألمانية الشائعة هي " keinen (roten) Heller wert "، أي "رديء". : لا يساوي (هلر) الأحمر، أو "لا يساوي سنتًا أحمر".
انتشر مصطلح هلر على نطاق واسع كاسم للعملات المعدنية ذات القيمة الصغيرة في العديد من الولايات الألمانية حتى عام 1873 عندما قدمت إدارة بسمارك بعد توحيد ألمانيا المارك والبفنغ كعملات معدنية في جميع أنحاء الإمبراطورية الألمانية.

### تاريخ
في شوابيا، كان الهلر يتوافق في الأصل مع البفنغ، بحيث كان هناك 240 هلر في جنيه كارولنجي. ومع ذلك، بموجب مرسوم إمبراطوري صدر عام 1385، خُفِّضَت قيمة الهلر إلى النصف، مما أدى إلى 8 هلر = 4 بفنغ = 1 كروزر و 4 كروزر = 1 باتزن 
وبسبب القيمة المنخفضة والجودة غير القياسية لهذه العملات المعدنية، كان من الشائع في العصور الوسطى العليا والمتأخرة أن توزن كميات كبيرة من الهلر وتُجرى المعاملات التجارية على أساس الوزن الإجمالي للعملة المعدنية؛ وهذا غالبًا ما أدى إلى شراء مبالغ بـ " رطل الهلر"، وهو ما لم يتوافق بالضرورة مع الجنيه الكارولينجي الذي يبلغ 240 هلر.
فيما كان يُعرف آنذاك بمنطقة لوساتيا العليا البوهيمية، كانت مدينتا باوتسن وغورليتس تتمتعان بالحق في سك العملات المعدنية. في القرن الخامس عشر، كانوا يسكّون العملة بالتناوب كل عام. كانت عملة غورليتس هيلر ( كاترفينكن ) عبارة عن عملة معدنية انخفض محتواها الفضي أكثر فأكثر في السنوات اللاحقة.
على سبيل المثال، في حوالي عام 1490، كانت عملة البفنغ الفضية الخاصة بآل فيتن هي: 24 هلر = 12 بفنغ = 2 نصف شفرتبفنغ = 1 سبيتزبفنغ = 1 بارتبفنغ أو زينسبفنغ. كانت عملة الهلر مجوفة وتسمى هولهلر، على غرار هولبفنع تورينغن.
في ساكسونيا الانتخابية، انتشرت عملات Besselpfennigs منخفضة القيمة كعملات "غازية". وأُشير إليها في الوثائق الساكسونية لعام 1668 باسم Näpfchenheller. وفي بعض مناطق ساكسونيا، مثل جبال الخام، أصبحت هذه العملات مصدر إزعاج، حيث فضّل السكان وضع Näpfchenhellers منخفضة القيمة في أكياس التبرعات، مما أدى إلى انخفاض ملحوظ في عائدات الجمع.
في انتخابية هسن، قُسِّمَ الجروشن الفضي إلى 12 هلر، بحيث كان الهلر يساوي بفنغ البروسي. أمّا دريهلر كانت قطعاً نحاسية تساوي 11⁄2 بفنغ سُكَّت في ساكس غوتا ‏.
مع الانتقال إلى عملة إمبراطورية موحدة مكونة من المارك والبفنغ بموجب قانون العملات الصادر في 9 يوليو 1873، اختفى الهلر مثل جميع وحدات العملات القديمة الأخرى (باستثناء Vereinstaler، الذي استمر تداوله حتى عام 1907). ومع ذلك، ظلت آخر عملات الهلر البافارية من معيار الغيلدر السابق سارية في بافاريا لفترة طويلة بعد عام 1878، حيث اُعتُبِرَت عملات بقيمة 1⁄2 بفنغ ضمن العملة الإمبراطورية الجديدة، المارك الذهبي.

## الإمبراطورية النمساوية المجرية
في الإمبراطورية النمساوية المجرية، كان هلر هو المصطلح المستخدم أيضًا في النصف النمساوي من الإمبراطورية لـ 1/100 من الكرونة النمساوية المجرية (الآخر هو فيلير في النصف المجري)، العملة من عام 1892 حتى بعد زوال الإمبراطورية (1918).

## جمهورية التشيك وسلوفاكيا
كان مصطلح هلر (haléř بالتشيكية، halier بالسلوفاكية) يُستخدم أيضًا للإشارة إلى عملة معدنية تساوي 1/100 من الكرونة في كل من جمهورية التشيك (الكرونة التشيكية) وسلوفاكيا (الكرونة السلوفاكية)، وكذلك في تشيكوسلوفاكيا السابقة (الكرونة التشيكوسلوفاكية).
لا تزال عملة جمهورية التشيك تستخدم الهلر (haléře)، لكنه لم يعد متداولًا إلا كوسيلة حسابية، حيث أزال البنك الوطني التشيكي العملات المعدنية من التداول عام 2008 واستبدلها نظريًا بالتقريب إلى أقرب كرونة.

## ليختنشتاين
في ليختنشتاين، كانت أموال الطوارئ متداولة من عام 1919 إلى عام 1924. وكانت الفئات تعتمد على الهلر.

## سويسرا
في أواخر العصور الوسطى، كانت العملة المعدنية من فئة الهلر هي الأقل قيمة في منطقة الاتحاد السويسري وكانت تعادل نصف بفنغ. ابتداءً من عشرينيات القرن الرابع عشر، شقت أول عملة هلر من جنوب ألمانيا طريقها إلى شمال سويسرا، حيث حلت محل إنتاج العملات المعدنية الصغيرة أحادية الجانب، والتي كانت تُعرف الآن باسم هالر .

## في الثقافة
المثل الألماني Das ist keinen roten Heller wert - "هذا لا يساوي هلر أحمر" - يعود إلى القيمة المنخفضة للعملة المعدنية ويعني أن شيئًا ما لا قيمة له. تشمل الكلمات الأخرى eine Schuld auf Heller und Pfennig begleichen ("لتسوية دين حتى آخر هلر و بفنغ " أي تسوية الدين بالكامل)، وseinen Letzten Heller verlieren ("تفقد آخر هلر") و keinen Roten Heller haben ("ليس لديك هلر أحمر" أي مفلس).  

## معرض الصور

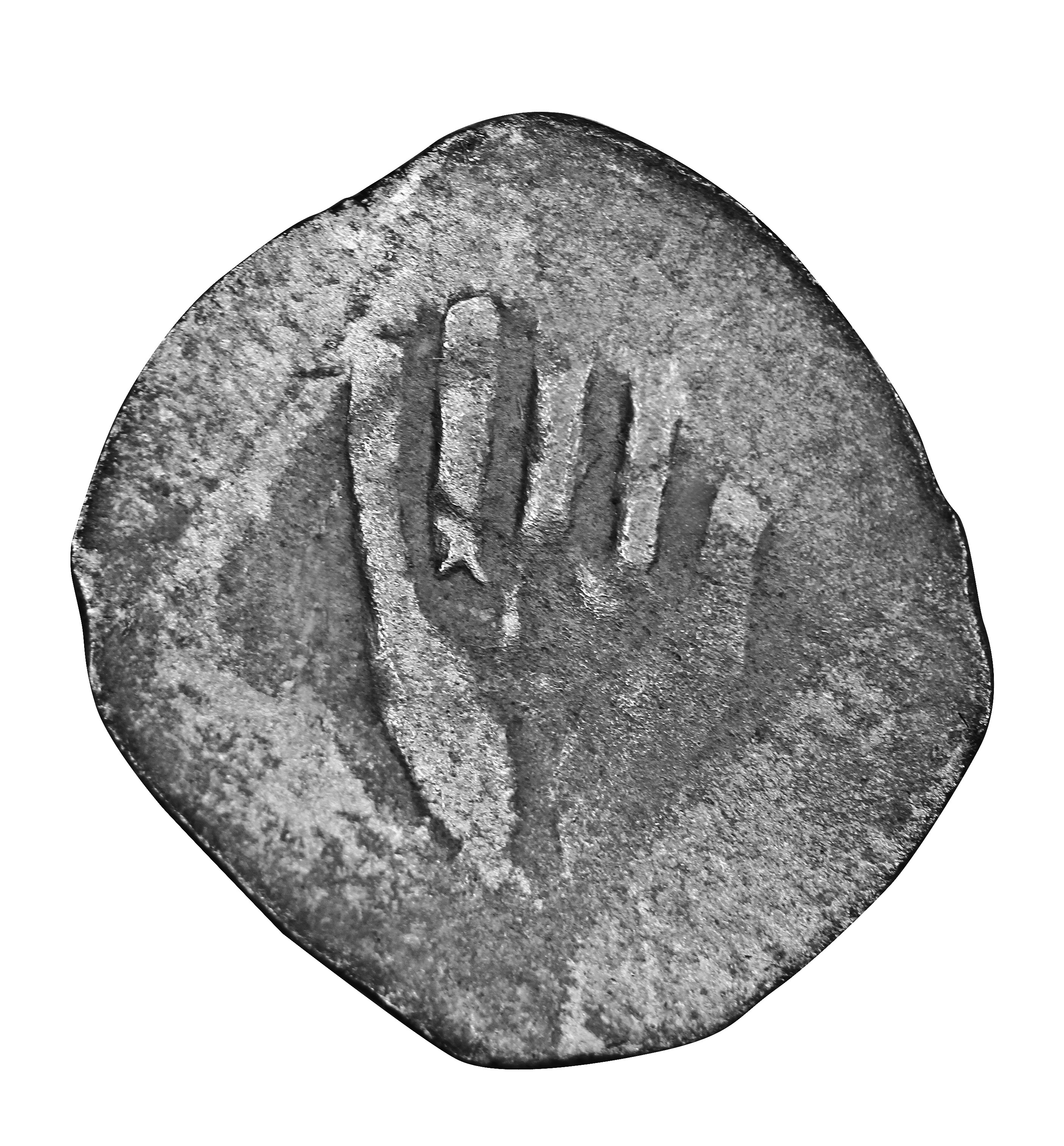
هلر يعود للقرن الثالث عشر الميلادي
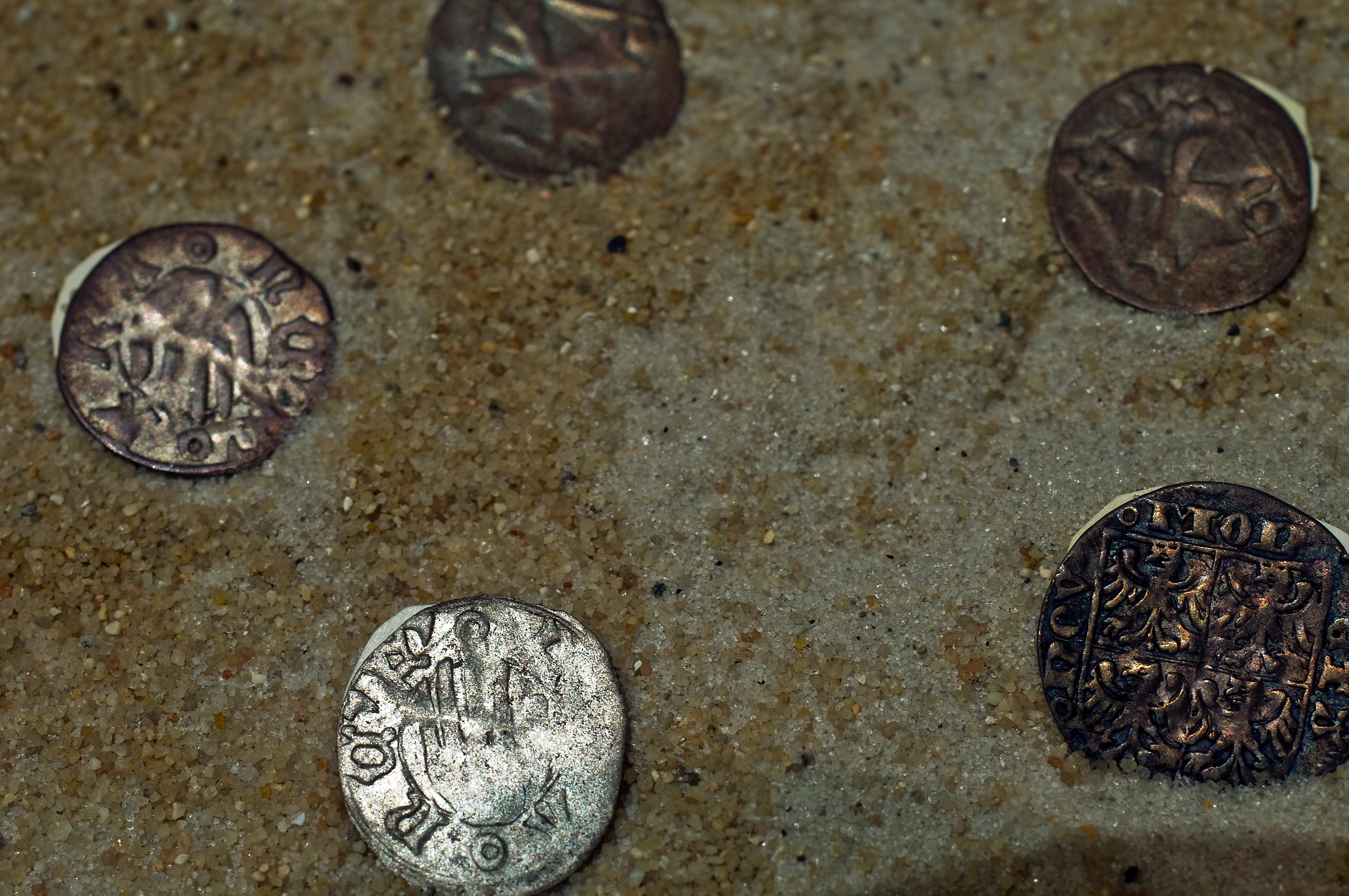
عملات هلر من فرنكفورت صدرت عام 1428
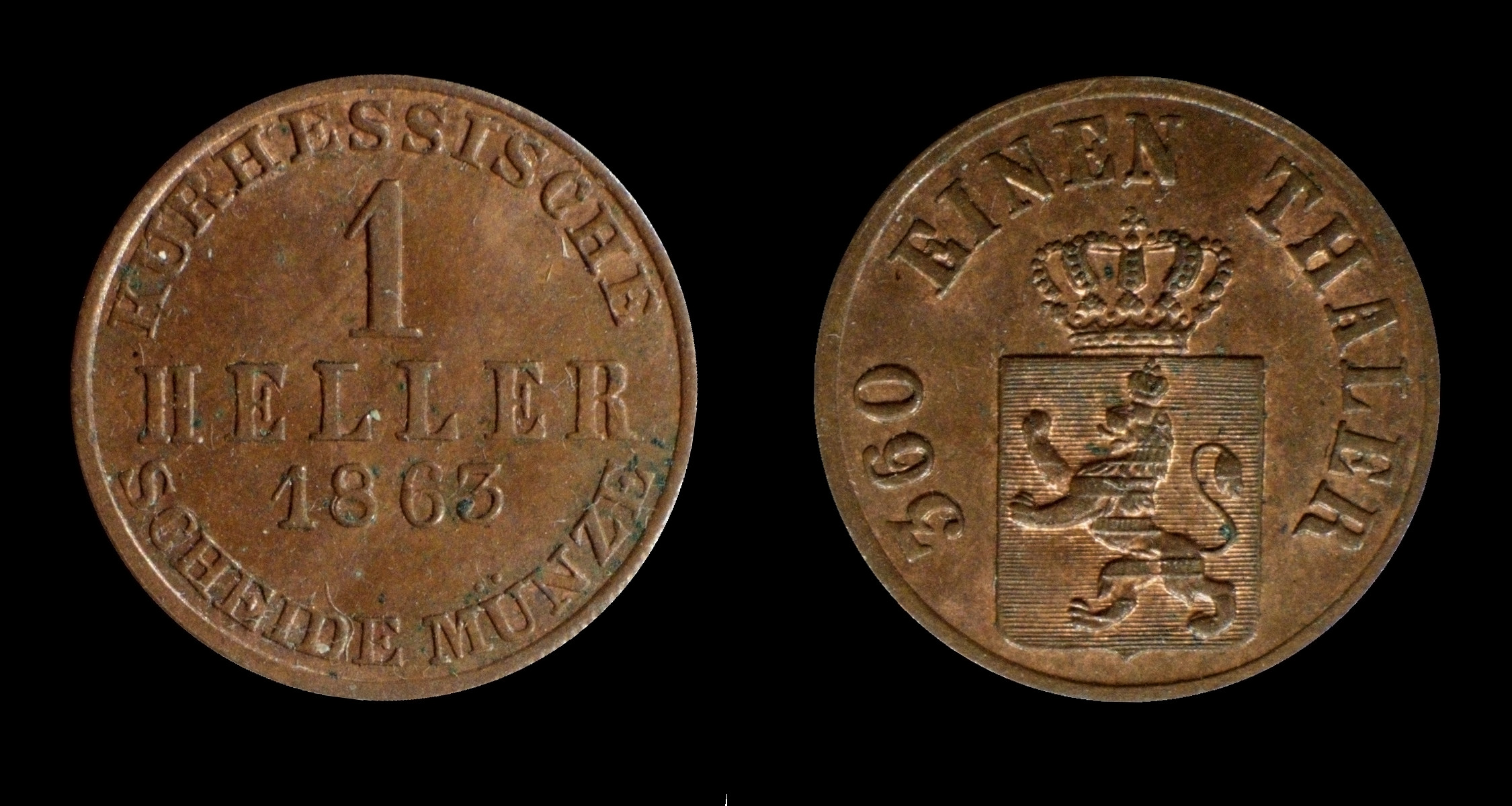
عملة هلر صدرت انتخابية هسن صدرت عام 1863
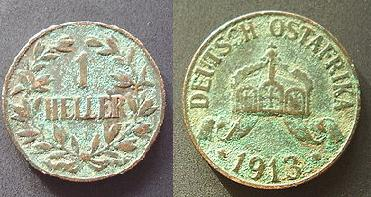
عملة هلر صدرت في مستعمرات شرق إفريقيا الألمانية عام 1913
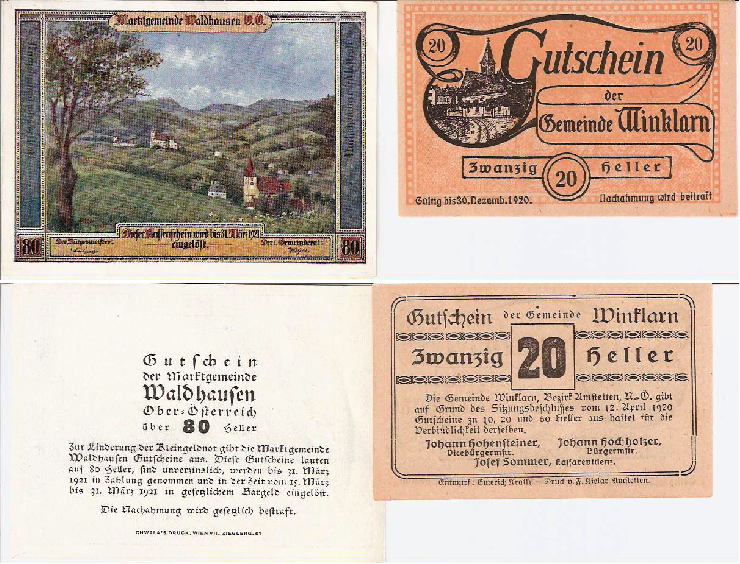
عملات هلر صذرت بين عامي 1920 و 1921
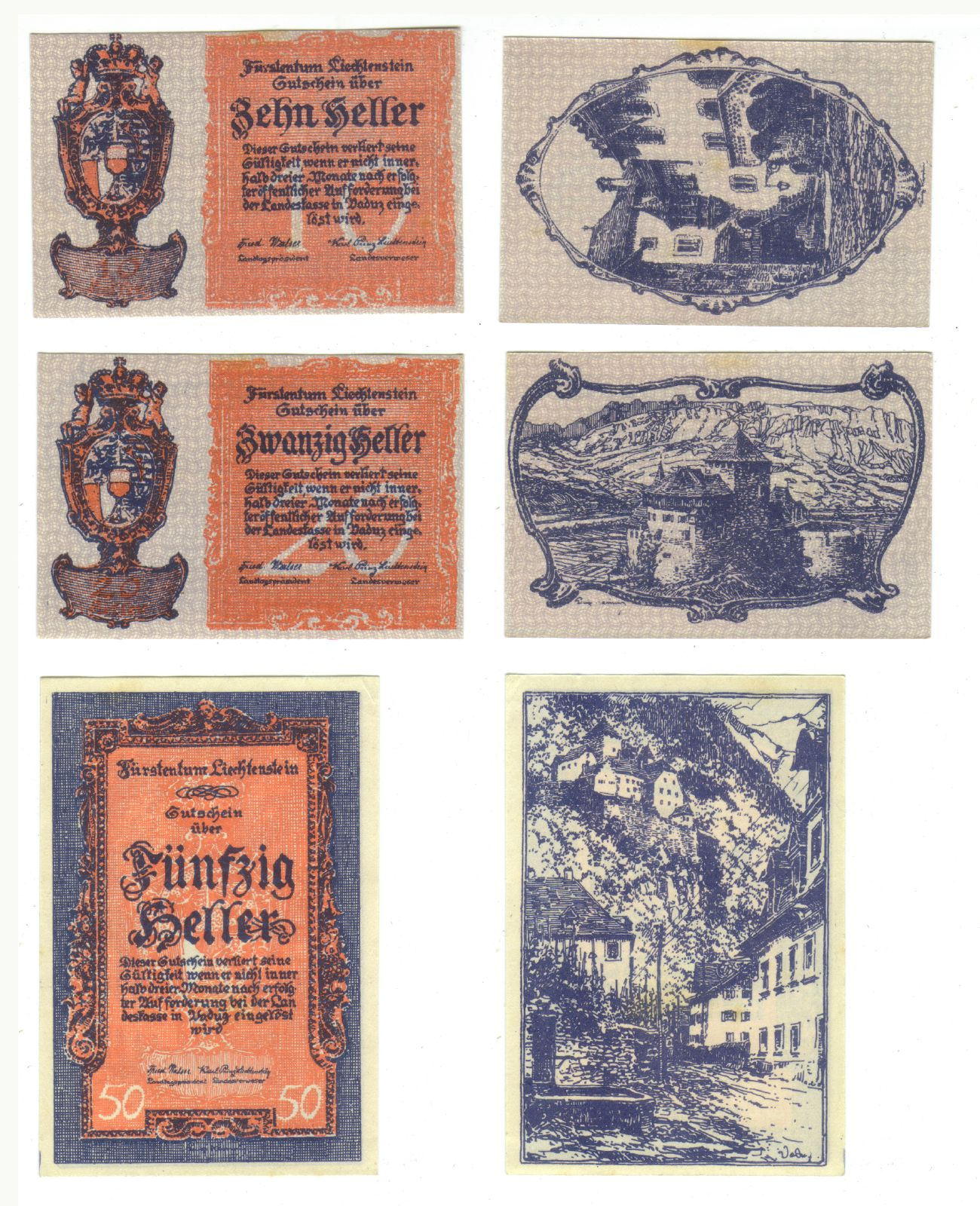
عملات نوتجلد من ليختنشتاين من فئات الهلر